# Chlorophorus flavopubescens
Chlorophorus flavopubescens là một loài bọ cánh cứng trong họ Cerambycidae.